# .ci
ci. دامنه اینترنتی کشور ساحل عاج است. کوتاهشده نام فرانسوی این کشور یعنی Côte d'Ivoire (به همان معنی ساحل عاج) است.